# Idea strigata
Idea strigata är en fjärilsart som beskrevs av Van Eecke 1915. Idea strigata ingår i släktet Idea och familjen praktfjärilar. Inga underarter finns listade i Catalogue of Life.